# 아랍어의 변종

아랍 세계에서 쓰이는 아랍어의 여러 방언들

아랍어에 있어서 암미야(아랍어: اللغة العَامِّيَّة, 알루가툴 암미야) 또는 구어체 아랍어는 문어(文語)에 해당하는 현대 표준 아랍어(푸스하)와의 대비 개념으로, 일련의 구어체 방언들을 가리키는 용어이다. 아랍어는 지리적 위치 또는 생활 문화에 따라 다수의 방언이 존재한다. 중세 이후 푸스하에서 여러 방언이 분화되어 구어로서의 푸스하는 사멸되었다. 따라서, 암미야와 푸스하의 관계는 유럽 언어권에서 로망스 제어와 그 근간이 되는 라틴어, 혹은 근대 인도 제어와 산스크리트와 유사하다 볼 수 있다.
현재 존재하는 아랍어의 암미야는 크게 마그레브 아랍어, 이라크 아랍어(메소포타미아 아랍어), 아라비아 반도 아랍어, 수단 아랍어, 이집트 아랍어, 레반트 아랍어 여섯 종류로 나뉜다. 학자에 따라서는 몰타어를 아랍어의 암미야로 분류하기도 한다. 몰타어는 로망스 어군에서 많은 단어를 차용하며, 라틴 문자 표기를 사용하나, 아랍어의 일종이다.

## 지리적 구분에 따른 아랍어의 방언들

### 마그레브계열
- 마그레브 방언연속체:
  - 모로코 아랍어
  - 튀니지 아랍어
  - 알제리 아랍어
  - 리비아 아랍어
- 힐랄 이전 방언:
  - 제블리 아랍어
  - 지젤 아랍어
  - 시칠리아 아랍어†
    - 몰타어

  - 안달루시아 아랍어†
- 베두인 방언:
  - 알제리 사하라 아랍어
  - 하사니아 아랍어

### 이집트-수단계열
- 이집트계
  - 이집트 아랍어
  - 사이드 아랍어
- 수단계
  - 수단 아랍어
  - 주바 아랍어
  - 차드 아랍어

### 이라크(메소포타미아) 계열
- 북부 방언
  - 북메소포타미아 아랍어
  - 아나톨리아 아랍어
- 중부 방언
  - 바그다드 아랍어
- 남부 방언
  - 남메소포타미아 아랍어
  - 후제스탄 아랍어

### 레반트계열
- 남레반트
  - 팔레스타인 아랍어
  - 요르단 아랍어
- 북레반트
  - 시리아 아랍어
  - 레바논 아랍어
  - 키프로스 마론파 아랍어 (키프로스 아랍어)
- 베다위 아랍어

### 아라비아 반도계열
- 네지드 아랍어
- 걸프 아랍어
- 바레인 아랍어(바흐란 아랍어)
- 헤자즈 아랍어
- 예멘 아랍어
  - 하드라미 아랍어
  - 사나 아랍어
  - 남예멘 아랍어
  - 티하마 아랍어
- 오만 아랍어
- 도파르 아랍어
- 시후흐 아랍어
- 바리크 아랍어

## 같이 보기
- 양층언어